# Ekonomie blahobytu
Ekonomie blahobytu (anglicky Welfare economics) je odvětví ekonomie, které používá mikroekonomické techniky k hodnocení blahobytu na agregované (celohospodářské) úrovni.
Pokus o uplatnění principů ekonomie blahobytu vede k oblasti veřejné ekonomiky, tzn. studium toho, jak by vláda mohla zasáhnout za účelem zlepšení sociálního blahobytu. Ekonomie blahobytu také poskytuje teoretické základy pro konkrétní nástroje veřejné ekonomiky, včetně Analýza nákladů a přínosů, zatímco kombinace ekonomie blahobytu a poznatků z behaviorální ekonomie vedla k vytvoření nové oblasti, a to behaviorální ekonomie blahobytu. Neoklasická ekonomie tvoří základ dosavadní ekonomie blahobytu. Existuje ale také specificky post-keynesovská ekonomie blahobytu, která staví na jiných principech sociální ekonomie.
Oblast Neoklasické sociální ekonomie (hospodářský liberalismus) je spojena se dvěma základními větami. První uvádí, že za určitých předpokladů produkují konkurenční trhy účinné (Pareto-optimální) výsledky , což zachycuje logiku neviditelné ruky Adama Smithe. Druhá uvádí, že každý účinný výsledek může být dosažen působením tržních mechanismů bez dalších zásahů při odpovídajícím rozdělení zdrojů mezi účastníky trhu. Kvůli úzkým vazbám na ekonomii blahobytu a teorii sociální volby je Arrowova věta o nemožnosti někdy uvedena jako třetí základní věta.
Typická metodika začíná odvozením (nebo předpokladem) funkce sociálního blahobytu, kterou lze poté použít k hodnocení ekonomicky proveditelných alokací zdrojů z hlediska blahobytu, který vyprodukují. Takové funkce obvykle zahrnují měřítka ekonomické účinnosti a spravedlnosti, i když novější pokusy o kvantifikaci sociálního blahobytu zahrnovaly širší škálu měřítek včetně ekonomické svobody (jako v přístupu založeném na schopnostech).

## Měření blahobytu

### Kardinální užitek (kardinální utilita)
Raně neoklasický přístup vyvinuli Edgeworth, Sidgwick, Marshall a Pigou.
Předpokládá následující:
- Užitek je kardinální, tj. poměr mezi dvěma hodnotami má reálný význam (užitek s hodnotou 4€ je dvakrát vyšší, než užitek s hodnotou 2€)
- Preference jsou dány exogenně (zvenčí) a nemění se.
- Další spotřeba poskytuje menší a menší zvýšení užitku (Zákon klesajícího mezního užitku).
- Všichni jednotlivci mají mezilidsky souměrné užitkové funkce (předpoklad, kterému se Edgeworth ve své matematické psychice vyhnul).

Na základě těchto předpokladů je možné postavit funkci blahobytu jednoduše shrnutím všech jednotlivých užitkových funkcí. Upozorňujeme, že takové opatření by se stále týkalo rozdělení příjmů (distribuční účinnost), ale nikoli distribuce konečných užitků. V normativních termínech tito autoři psali v Benthamitské tradici.

### Řádný užitek (ordinální utilita)
Nový ekonomický přístup je založen na práci Pareta, Hickse a Kaldora. Výslovně uznává rozdíly mezi aspektem účinnosti disciplíny a aspektem distribuce a zachází s nimi odlišně. Otázky efektivity jsou posuzovány pomocí kritérií, jako je Paretovo optimum a Kaldor-Hicksovy kompenzační testy, zatímco otázky rozdělení příjmů jsou uvedeny ve specifikaci funkce sociálního blahobytu. Efektivita se dále obejde s kardinálními měřítky užitečnosti, které nahradí řádovou užitečností, která pouze řadí komoditní balíčky (například s mapou indiferenčních křivek).

## Kritéria

### Účinnost
Situace jsou považovány za distributivně účinné, když je zboží rozděleno lidem, kteří z něj mají největší užitek.
Mnoho ekonomů používá Paretovo optimum jako svůj cíl z hlediska účinnosti. Dle tohoto měřítka sociálního blahobytu je situace optimální jen v případě, že žádný jedinec nemůže dosáhnout zlepšení bez toho, aby zhoršil situaci někoho jiného.
Tento ideální stav věcí může nastat pouze při splnění čtyř kritérií:
- Mezní míry substituce ve spotřebě jsou stejné pro všechny spotřebitele. K tomu dochází, když není možné zlepšit situaci jednoho spotřebitele, aniž by se stav ostatních zhoršil.
- Mezní rychlost transformace ve výrobě je stejná pro všechny produkty. K tomu dochází, když je nemožné zvýšit výrobu jakéhokoli zboží, aniž by se snížila výroba jiného zboží.
- Náklady na mezní zdroje se rovnají produktu pro mezní výnosy pro všechny výrobní procesy. K tomu dochází, když mezní fyzický produkt faktoru musí být stejný pro všechny firmy produkující zboží.
- Mezní míry substituce ve spotřebě se rovnají mezním rychlostem transformace ve výrobě, například tam, kde se výrobní procesy musí shodovat s přáním spotřebitele.

Většina ekonomů souhlasí, že existuje řada podmínek, které mohou vést k neefektivnosti. Mezi ně patří:
- Nedokonalé tržní struktury, jako je monopol, monopson, oligopol, oligopson nebo monopolistická konkurence.[8]
- Neefektivnosti alokace faktorů v základech teorie výroby.
- Selhání trhu a externality
- Cenová diskriminace a snižování cen.
- Asymetrické informace, problém příkazce - zprostředkovatele (anglicky principal-agent problem)
- Dlouhodobě klesající průměrné náklady v přirozeném monopolu.
- Některé druhy daní a cel.

Pro určení, zda činnost směřuje ekonomiku směrem k Paretově optimu, byly vyvinuty dva kompenzační testy. Jakákoli změna obvykle způsobí, že někteří lidé na tom budou lépe, zatímco jiné na tom budou hůř – tyto testy se ptají, co by se stalo, kdyby "vítězové" kompenzovali "poražené".
Podle Kaldorova kritéria aktivita přispěje k Paretově optimu, pokud je maximální částka, kterou jsou vítězové připraveni zaplatit, větší než minimální částka, kterou jsou poražení připraveni přijmout. Podle Hicksova kritéria aktivita přispěje k Paretově optimu, pokud je maximální částka, kterou jsou poražení připraveni nabídnout vítězům, aby se zabránilo změně, menší než minimální částka, kterou jsou vítězové připraveni přijmout jako kompenzaci, aby se změny vzdali. Hicksův kompenzační test je z pohledu poražených, zatímco Kaldorův kompenzační test je z pohledu vítězů. Jsou-li obě podmínky splněny, vítězové i poražení se shodnou na tom, že navrhovaná činnost posune ekonomiku směrem k Paretově optimu. Tomu se říká Kaldor-Hicksovská účinnost nebo Scitovskyho kritérium.

### Spravedlivost
Existuje mnoho kombinací užitečnosti pro spotřebitele, výrobních mixů a kombinací vstupů faktorů v souladu s účinností. Ve skutečnosti existuje nekonečno spotřebních a produkčních rovnovah, které poskytují Pareto optimální výsledky. Existuje tolik optim, kolik je bodů na hranici celkové produkce a možností. Paretovo optimum je tedy nezbytnou, ale nikoli dostatečnou podmínkou maximalizace sociálního blahobytu. Každé Paretovo optimum odpovídá různému rozdělení zdrojů v ekonomice. Některé mohou zahrnovat velké nerovnosti. Jak tedy rozhodneme, které Paretovo optimum je nejžádanější? Toto rozhodnutí se přijímá na základě určení funkce sociálního blahobytu. Tato funkce ztělesňuje hodnotící úsudky o mezilidském užitku. Funkce sociálního užitku relativní význam užitku jednotlivců tvořících společnost.

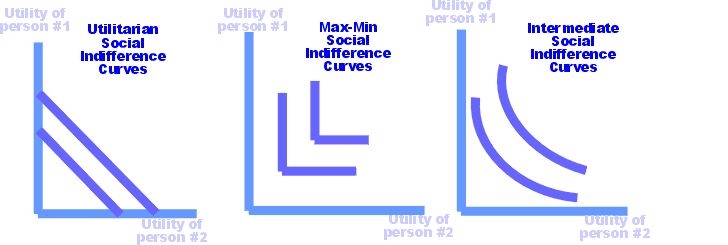

Utilitárního (Benthamova) funkce sociálního blahobytu sčítá užitek každého jednotlivce, aby získala celkový užitek společnosti. Počáteční situace jednotlivce tedy nehraje roli – přidání jedné jednotky užitku je hodnoceno stejně pro hladovějící osobu a pro milionáře. Užitky jednotlivých jedinců jsou tedy dokonalé substituty. Podle Max-Min (Rawlsovy) funkce sociálního blahobytu je blahobyt maximalizován, když je užitek těch nejchudších jedinců největší. Žádná ekonomická aktivita nezvýší sociální blahobyt, pokud nezlepší pozici jedince, který je na tom nejhůř. V tomto případě jsou užitky jednotlivých jedinců dokonalé komplementy. Většina ekonomů určuje funkce sociálního blahobytu, které jsou mezi těmito dvěma extrémy.
S funkcemi sociálního blahobytu lze pracovat podobně, jako s užitkovou funkcí v mikroekonomické teorii racionální volby: funkce sociálního blahobytu je obvykle znázorňována indiferenčními křivkami, které mohou být použity ve stejném grafickém prostoru jako ostatní funkce, s nimiž interagují (typicky funkcí politik, které můžeme implementovat – obdoba rozpočtového omezení). Utilitární indiferenční sociální křivka je lineární a směrem doprava klesá. Max-Min indiferenční sociální křivka má tvar dvou přímých čar, které tvoří úhel 90 stupňů. Indiferenční sociální křivka vycházející z přechodné funkce sociálního blahobytu je křivka, která se svažuje doprava dolů.
Střední formu indiferenční sociální křivky lze interpretovat tak, že ukazuje, že se zvyšující se nerovností je zapotřebí většího zlepšení užitečnosti relativně bohatých jedinců, aby se kompenzovala ztráta užitečnosti relativně chudých jedinců.
Surovou funkci sociálního blahobytu lze vytvořit měřením subjektivní hodnoty zboží a služeb distribuovaných účastníkům ekonomiky (viz také přebytek spotřebitelů) v dolarech.

## Základní věty ekonomie blahobytu
Základní věty ekonomie blahobytu spojují koncept Paretovy efektivnosti s fungováním mechanismu trhu.

### První věta
Za určitých podmínek vede konkurenční prostředí k situaci, kdy jsou zdroje rozděleny tak, že nejde zlepšit situaci aktéra bez toho, aby se zhoršila situace jiných. Tato alokace zdrojů se nazývá Pareto optimální.
Aby platila první věta, musí platit i tyto podmínky:
- Všichni jednotlivci pohybující se na trhu se setkávají se stejnými cenami, které berou jako dané.
- Domácnosti se snaží o maximalizaci užitku. Firmy se snaží o maximalizaci zisku.
- Neexistují externality a vlivy stojících mimo trh, které ovlivňují rozhodování jednotlivců na trhu.[4]

Věty by měla zachycovat logiku „neviditelné ruky trhu“ Adama Smitha. Obecně však neexistuje důvod předpokládat, že nejlepší Pareto efektivní bod, bude vybrán trhem bez zásahu, jenom, že nějaký takový bod existuje.

### Druhá věta
Každý bod na křivce užitkových možností může být dosažen působením tržních mechanismů bez dalších zásahů při odpovídajícím rozdělení zdrojů mezi účastníky trhu.
Jinak řečeno, jakéhokoli výsledku, který maximalizuje sociální blahobyt, lze dosáhnout správným přerozdělením příjmu mezi spotřebitele a tržní mechanismus opět zajistí efektivní alokaci.
Platnost druhé věty za těchto předpokladů:
- Trhy jsou dokonale konkurenční.[11]

## Kritika
Teorie ekonomie blahobytu nepřináší žádnou odpověď na to, jak má být bohatství rozdělené. Dokáže řešit pouze optimální alokaci zdrojů v podmínkách daného rozdělení bohatství.
Ekonomové tradiční rakouské školy, pochybují o tom, zda kardinální užitková funkce nebo kardinální funkce sociálního blahobytu mají nějakou hodnotu. Důvodem je to, že je obtížné agregovat užitou hodnotu různých lidí, kteří mají různou mezní užitečnost peněz, jako jsou bohatí a chudí. Také zpochybňují relevanci Pareto-optimální alokace v situacích, kdy rámec prostředků a cílů není zcela znám. Neoklasická teorie vždy předpokládá, že je rámec definován dokonale.
Další kritici zpochybňují hodnotu ordinálních užitkových funkcí. Navrhli jiné způsoby měření blahobytu, jako alternativu k cenovým indexům, např. jaká je ochota platit a další cenově orientovaná měření. Tato opatření jsou mnohými vnímána, jako podpora konzumerizmu a produktivity. Ekonomii blahobytu je možné dělat bez použití cen, ale není to vždy praktikováno.
Hodnota předpokladů ve funkci sociálního zabezpečení, použitá a implikovaná ve zvoleném kritériu účinnosti, mají tendenci učinit ekonomiku prosperity normativní a možná subjektivní oblastí. Může to být kontroverzní.
Nejvýznamnější však ze všeho jsou obavy z limitů utilitárního přístupu k ekonomice blahobytu. Podle této argumentace není užitečnost jedinou věcí, na které záleží. Proto by měl komplexní přístup k ekonomice blahobytu zahrnovat i další faktory. Přístup založený na schopnostech je pokusem o vytvoření komplexnějšího přístupu k ekonomice blahobytu, v němž se hodnotí blaho a jednání jedince z hlediska schopností a funkcí.

## Post-Keynesovská ekonomie blahobytu
Thomas Palley poznamenává, že mezi ekonomickými paradigmaty existuje značná neshoda ohledně toho, jak zajistit plnou zaměstnanost a sdílenou prosperitu. Hlavním rysem liberální ekonomiky je rozpor mezi mzdami a růstem produktivity. Dělníky na všech stranách škatulkuje globalizace, flexibilita trhu práce, obavy z inflace a víra v „malou vládu“, která narušila ekonomická práva a vládní služby. Financializace, ekonomický základ neoliberalismu, slouží zájmům finančních trhů a vrcholového managementu.
Všichni heterodoxní ekonomové, bez ohledu na konkrétní teoretickou orientaci, přistupují k analýze ekonomiky z nějaké verze „vložené“ metodologie. Existuje specificky post-keynesiánský pohled na ekonomii blahobytu, založený na post-keynesovské mikroekonomii, teorii přebytku (surplus approach), endogenní teorii peněz a filosofii sociální demokracii. Shaun Hargreaves Heap (1989) a Tuna Baskoy vytváří spojení mezi pozitivně-republikánskou situovanou svobodou (Aristotelés, Hegel, Taylor, Sandel), strukturální mocí (Galbraith, Mann, Strange), fundamentální nejistotou (Davidson) a konkurencí (Eichner, Wood, Kaldor), která díky svému důrazu na nejistotu podporuje rovnostářský aktivismus. Aktivistický stát, který se stará o nezaměstnané, chudé, nemocné a staré, proto leží v srdci post keynesiánské ekonomiky. PKM se odchyluje od neoklasicistní ekonomické interpretace sociálního blahobytu, která je do značné míry vymezena ekonomikou blahobytu, po utilitárním a/nebo paretském uvažování při pokusu o stanovení a měření blahobytu.
Heterodoxní ekonomické přístupy odmítají filozofický základ tohoto pojmu sociálního blahobytu. Podle Lawsona se heterodoxie místo toho zabývá analýzou sociálních struktur a procesů, které ovlivňují materiální pohodu. Tím posouvají analýzu blíže k politologii, sociologii (ekonomická sociologie) a filosofii. Heterodoxní ekonomové uznávají, že stát je ústředním orgánem při vytváření a úpravách všech tržních příkazů. Mnoho heterodoxních ekonomů se domnívá, že stát by měl řídit ekonomickou evoluci navrhováním a péčí o instituce zajišťující větší rovnost, sociální spravedlnost a plnou zaměstnanost, což jsou výsledky, které by nemusely vzniknout v důsledku „neomezeného působení kapitalismu laissez-faire“.

### Teoretické základy
Intelektuální kořeny institucionalizmu a postkeynesianismu lze nalézt v tradicích, které zdůrazňují bohatství národů, akumulaci, plnou zaměstnanost a sociální vztahy. Každá kultura se musí zapojit do sociálního zajišťování (teorie přebytku) - zajišťování hmotných životních prostředků, které vede k ekonomickým činnostem, které generují tok zboží a služeb, které jsou nezbytné pro splnění biologických a sociálně vytvořených potřeb jednotlivců a pro udržení různých sociálních hodnot. Zdůrazňuje procesy a lidskou agenturu v kulturním kontextu a historickém čase a umožňuje zkoumání vývoje vzorců zdrojů, výroby a spotřeby i sociokulturního významu činností, které tvoří sociálního zajišťování
Post keynesiánská ekonomie má „kořeny v dynamickém procesu“ a zabývá se „analýzou společnosti a ekonomiky v nerovnováze“. Post-keynesiánská ekonomie má vlastní teorii firmy a teorii volby spotřebitele. Jako u většiny ostatních heterodoxních variant ekonomie, post-keynesiánská ekonomie je založena na čtyřech předpokladech: její epistemologie je založena na realismu, její ontologie je založena na organismu, racionalita je procedurální (ne-ergodická) a těžištěm analýzy jsou problémy produkce a růstu. Naproti tomu symetrické předpoklady neoklasické teorie jsou: instrumentalismus, atomismus, hyper-racionalita a těžištěm analýzy je výměna a optimální alokace stávajících zdrojů.
Spotřebitelské preference jsou endogenní, ale jednotlivci „požívají jistého uvážení“. Přesněji řečeno, i když si spotřebitelé mohou situačně-racionálně vybrat mezi firmami a produkty (mikro) – „požívají jistého uvážení“ – jejich vkus a preference závisí na rozhodování spotřebitelů jiných (makro). Spotřebitelé mají tzv. lexikografické preference, což znamená, že existuje hierarchie potřeb, přičemž základní potřeby jsou nejprve uspokojeny a účinky příjmu jsou silnější než substituční účinky (Platí totiž Maslowova pyramida potřeb). Volba spotřebitelů je založena na zvycích a pravidlech, a tedy „uspokojující“ namísto „optimalizace“. PKM vylučuje neoklasický axiom lhostejnosti (axiom kontinuity) anebo axiom hrubé substituce či základní věty ekonomie blahobytu.
1. The principle of procedural rationality; (Nekompenzační pravidla)
2. The principle of satiable needs; (Hranice Oddělitelnost potřeb)
3. The principle of separability of needs; (Utility stromy, nesouměřitelnost, nesoulad, slabá srovnatelnost)
4. The principle of subordination of needs; (Hierarchie, neredukovatelnost, dominance, lexikografická volba)
5. The principle of the growth of needs; (příjmový efekt)
6. The principle of non-independence; (napodobování, životní styl, marketing (JK Galbraith, Veblen))
7. The principle of heredity. (volby jsou závislé na referencích; závislost na cestě)

Typickou post-keynesiánskou firmou je velká společnost působící na nedokonale konkurenčních trzích (Eichnerův koncept „megacorpu“). Taková firma je rovněž společností při stanovení cen (price maker), která kontroluje trh. Firmy obecně neprodukují nad rámec plné kapacity. Empirické studie potvrdily, že křivky nákladů ve tvaru U neoklasické analýzy jsou pro mnohé firmy ze skutečného světa irelevantní, protože firmy upřednostňují výrobu pod plnou kapacitu (nedobrovolná nezaměstnanost). Realistické křivky celkových průměrných dlouhodobých nákladů pro tyto firmy jsou tedy ve tvaru L a průměrné variabilní (nebo přímé nebo prvotní) křivky nákladů jsou konstantní. V post-keynesovské teorii se firmy zajímají především o růst a expanzi. Pouze se sekundárně zajímají o akumulaci zisku.
Na základě teorií Alfreda Eichnera (1973, 1976) a Adriana Wooda (1975) PKM nabízí vysvětlení, proč jsou ziskové marže nezávislé na míře konkurence na trhu. Koncepci dobra je třeba chápat tak, že má smysl pouze v kontextu celé sociální matice, jejíž je jednotlivec součástí. Edward J. McKenna a Diane C. Zannoni to nazývají zákonem sociální interakce, tedy musí být klíčovou součástí jakékoli sociální analýzy zahrnující pojem osoby. Pojem situovaná svoboda je lepší než pojem negativní svobody, o který se opírají neoklasičtí ekonomové. Nejistota v post keynesiánském smyslu je přirozeným důsledkem myšlenky, že osoba je bytostí, která sama interpretuje, kde interpretace podléhá zákonu sociální interakce. S takovou bytostí je k dispozici nekonečné množství interpretací, tedy budoucích světů. Kvůli tomuto neomezenému souboru interpretací je nejistota (Davidsonova ne-ergodicita) přirozeným stavem věcí. Klíčovým bodem je, že svoboda neexistuje pro izolovaného, atomistického jedince. Svoboda vyžaduje pro svoji existenci sociální matici, to znamená, že svoboda je situována svoboda. Schopnost každého jednotlivce mít svobodu navíc závisí na existenci a udržování sociální matice.
Kapitalistická společnost je třídní společností, ve které existují socioekonomické skupiny s odlišnými zájmy. Konflikt tříd (Třída vested interest vs. třída common man (Veblen); Třída věřitelů vs. Dlužníků (Minsky); Bull vs. Bears (Keynes, Davidson)) o rozdělení příjmů je považován za fungující na trhu práce. Michael Mann identifikoval čtyři primární„ zdroje sociální moci “v lidských společnostech: ideologické, ekonomické, vojenské a politické“. Lukes (trojrozměrná teorie moci) odkazoval na „moc jako nadvládu“. K nadvládě může dojít prostřednictvím explicitních donucovacích prostředků, ale může k ní dojít také prostřednictvím nevědomých mechanismů. Susan Strange v States and Markets (1988) vymezuje čtyři klíčové kanály, které tvoří moc - bezpečnost, výroba, finance a znalosti. Moc je schopnost „poskytovat ochranu, vyrábět věci, získávat přístup k úvěrům a rozvíjet a kontrolovat autoritativní způsoby interpretace světa“. Zvláštní je, že nejvíce přehlíženým kanálem moci je finanční přístup, který se následně stává nejdůležitějším pro pochopení; jinými slovy, tvrdí, že nelze pochopit, jak svět funguje, bez důkladného pochopení mezinárodních finančních trhů. Dále definovala „kasinový kapitalismus“ jako formu kapitalismu, která je extrémně volatilní a nepředvídatelná jako důsledek „spekulativně orientovaných investic“ ve finančním kapitálu.

### Praktické doporučení pro hospodářskou a veřejnou politiku
V každém případě je u PKM možno detekovat vysokou míru holistických principů: národního, etatistického, sociálního a tradicionalistického. Jednou z velmi důležitých oblastí, kde se post-keynesiánská ekonomie liší od neoklasické ekonomiky, je veřejná politika a sociální stát. Raní neoliberálové, jako Hayek (1944), chtěli zmenšit celkovou velikost sociálního státu. Noví neoliberální korporátní „predátoři“ (Galbraith, 2008) mají jiný cíl, kterým je privatizovat sociální stát a přeměnit ho na ziskové centrum. Existují všechny druhy dalších myšlenek a politik, které by měly být kombinovány s post keynesiánskou ekonomií, aby vytvořily revitalizovanou, racionální, humánní a efektivní politiku pro 21. století, a to následovně:
- Zabránění privatizace sociálního státu
- Zajištění veřejného penzijního systému a odmítání privatizace penzijního systému
- Zajištění zdravotní péče pro široké vrstvy obyvatelstva
- Zajištění vzdělání pro široké vrstvy obyvatelstva
- Boj s technologickou nezaměstnaností:  Automatizace, mizení střední třídy a vzrůstající nerovnost v éře nesouměřitelnosti a vypjatého individualismu
- Progresivní daňová politika
- Reforma Corporate governance, shareholder filosofie a market governance
- Aktivní bytová politika